# Политическа система на Либийската арабска джамахирия
Великата социалистическа либийско-арабска народна джамахирия (на арабски: الجماهيرية العربية الليبية الشعبية الاشتراكية العظمى al-Ǧamāhīriyya al-ʿarabiyya al-lībiyya aš-šaʿbiyya al-ištirākiyya al-ʿuẓmā) e името на либийската държава от Декларация на създаването на народната власт (Declaration on the Establishment of the Authority of the People) от 2 март 1977 до падането на режима по време на Гражданската война през 2011 г. Великата социалистическа либийско-арабска народна произхожда от Арабска република Либия, която създадена през 1969 г. Според конституцията, властта би трябвало да бъде в ръцете на народни конгреси, национални комитети, профсъюзи и професионални обединения, но фактически е съсредоточена в ръцете на малка група хора около Муама ал Кадафи.
Според конституцията Джамахирията е ислямска социалистическа народна република. Законодателят е общият народен конгрес; някои от резолюциите му имат характер на основни права. Народната демокрация, провъзгласена от Конституцията, се основава от една страна на базата на демократични елементи като народни конгреси и комисии (без наличието на партии, които са забранено), а от другата страна на институции като революционни комитети, които не са подложени на законодателен контрол и упражняват действителната власт.

## Политическа история
След като се е освободила от колониалната власт на Кралство Италия, „Италианска Либия“ става Обединено Кралство Либия. През 1969 г. монархията е свалена, а държавата се преобразува в Арабската Република Либия. Революционният лидер Муамар ал Кадафи, преобразува Арабска Република Либия в т. нар. Джамахирия през 1977 г. като запазва конституционната декларация от 1969/1992 г.  Този държавен модел е описан в Зелената книга на Муамар ал Кадафи, която обединява социалистическите и ислямските теории за ислямския социализъм, отхвърля парламентарната демокрация, както и политическите партии и като трета теория за универсализма се стреми към пътя между капитализма и социализма. Друг елемент са панарабските цели във формата на съединение с други арабски държави, към които Кадафи се стреми да постигне, но безуспешно между 1972 г. до 1981 г. 

## Система на управление
Муамар ал-Кадафи, лидер и ръководител на революцията от 1969 г. и до 1979 г. вече е официално държавен глава. След това запазва позицията си във властта без политическа пост. До избухването на Гражданската война през 2011 г. властта е съсредоточена в ръцете на Кадафи и кръг от хора около него, които контролират страната по неформален и непрозрачен начин.
Народеният комитет, начело с генералния секретар, е изпълнителната власт. Според закона държавния глава е генерален секретар на общия народен конгрес. На всеки четири години, членовете на местната народна конгреси избраха собственото си ръководство и секретарите на народна комитет чрез акламация. Ръководството на местния народен конгрес представиха локалните конгреси на следващото равнище в народен конгрес и имаха императивен мандат. Членовете на националния общ народен конгрес избират членовете на националния общ конгрес (кабинета) чрез акламация на годишната си среща. 

## Законодателната власт
Общият народен конгрес е (Mu’tammar al-Sha’ab al ’AMM) върховен орган на законодателната власт. Ръководен е от генерален секретариат и се състои от приблизително 2700 представители на базови народни конгреси, които имат императивен мандат. Народният конгрес е законодателен орган и взаимодейства с общ народен комитет, чийто членове са министерски секретари. Една от функциите на Народния конгрес е, ролята му на посредник между масите, правителството и секретарите около 15.000  на локалните основните народни конгреси. Всички законопроекти формално минават през основен демократичен процес, което ги прави бавни и сложни тъй като съответните конгреси се случват само един път в годината. Това дава на хардлайнери възможността да отлагат предложения за реформи до безкрай. Програмата на този процес е създадена от Кадафи като революционен лидер, който няма пост в пряко демократичната структура. Поради това насоките са негови програмни речи. 
Секретариата на народния конгрес и секретарите на кабинета се определят от генералния секретар на общия народен конгрес и се потвърждават на годишния конгрес. Министрите от кабинета са отговорни за текущата работа на техните министерства. Партии все още не са позволени.
Правна система
Либийската съдебна система съществува на четири нива: обединени съдилища, които наказват малозначителни престъпления, първоинстанционен съд, който санкционира по-тежки нарушения, касационен съд и Върховен съд, който е последна инстанция. Общият народен конгрес назначава съдии във Върховния съд. Специални „революционни съдилища“ и военни съдилища работят извън юрисдикцията и наказват политически престъпления и престъпления срещу държавата.

## Революционен комитет
Революционните комитети са основани през 1977 г. и целят да закрепят идеята за народна власт, но в действителност стриктно контролират и наблюдават лоялността на местните народни комисии и народни конгреси.
През 80-те години революционните комитети все повече действат като репресивен специален трибунал и като защитната група, която се разграничава от редовните части на армията, с цел преследване на противници на режима и за манипулиране на съдебната система. Също така за тази цел са създадени въоръжени народните гвардии през 1990 г. 

## Племенни структури
След първоначалните конфликти племената, в крайна сметка, се интегрират в системата на Кадафи.
Това е постигнато на фона на либийската пенсионна икономика чрез разпределянето на материални предимства и позиции сред най-влиятелните племена. За тази цел през 1993 г. са създадени народните лидерски комитети, в които са организирани традиционните елити и част от пенсионното разпределение

## Критика
Легитимността и върховенството на закона са поставяни под въпрос, наред с други неща, зареди двойния характер на основно демократични институции, от една страна, и от друга на произволните действия на революционните институции.  Според изследвания на SWP (the German Institute for International and Security Affairs, SWP) през 2008 г. е трудно да се прецени дали самото население на Либийската Арабска Джамахирия вижда структурите на управление толкова критично както западът. Публично известно и дори подкрепяно от Кадафи е желанието да се намалят базовите конгреси.  Една бризантена тема, също свободно обсъждана в обществото, е разпространената корупция; 2007 г. Либия е на 131-вото място от 179 в класирането на Transparency International.